# Jacques Cimarosti
Pas d'image ? Cliquez ici

a Compétitions nationales et continentales officielles uniquement.

b Matchs officiels uniquement.
Jacques Cimarosti, né le 23 octobre 1950 à Lourdes (France), est un joueur international français de rugby à XV qui a évolué avec le FC Lourdes puis le Castres olympique au poste de trois-quarts centre.

## Biographie
Jacques Cimarosti naît le 23 octobre 1950 à Lourdes dans le département français des Hautes-Pyrénées.
Il commence la pratique du rugby à XV au sein du club de sa ville natale, le FC Lourdes. Au début des années 1970, il faillit rejoindre le Stade toulousain, ayant notamment rencontré Jean-Louis Bérot durant son service militaire à Francazal, mais la grand ville lui « fait un peu peur » et il signe finalement pour le Castres olympique en 1972,.
Jacques Cimarosti est convoqué pour la tournée de l'équipe de France en 1976 en raison du forfait d'Henri Cistacq. Il dispute son premier et unique test match avec l'équipe de France au cours de cette tournée, le 12 juin, contre l'équipe des États-Unis. Il est remplaçant et entre en jeu à la place de Joël Pécune lors de la victoire 33 à 14 des Français,.
Le 17 décembre 1978, le Castres olympique s'impose 15 à 12 sur la pelouse du Stade toulousain et il inscrit un essai en début de match. Le club tarnais doit ensuite attendre décembre 2017 pour connaître une nouvelle victoire en terres toulousaines, un match où Jacques Cimarosti est invité par son ancien club.
Après sa carrière de joueur, il continue de jouer avec les anciens internationaux et dispute plusieurs Coupe du monde des anciens, arrêtant après celle jouée aux Bermudes.

## Statistiques en équipe nationale
- Sélections en équipe de France : 1 en 1976.